# Lucio Giachin
Lucio Giachin ist ein italienischer Filmregisseur.
Giachin trat nur zweimal in Erscheinung; beide Male inszenierte er unter Pseudonym für Produzent Diego Spataro, weshalb vermutet wird, dass es sich um einen Bekannten Spataros handelt. 1971 führt er gemeinsam mit Demofilo Fidani Regie bei einem Italowestern und zwei Jahre später drehte er eine Decamerone-Adaption.

## Filmografie
- 1971: Sein Name war Pot – aber sie nannten ihn Halleluja (Il suo nome er a Pot… ma… lo chiamavano Allegria) (als Dennis Ford)
- 1973: Quant'è bella la Bernarda tutta nera e tutta calda (als Lucio Dandolo)